# آلتیمیش (شهرستان کمین)
آلتیمیش (به لاتین: Altymysh) یک روستا در قرقیزستان است که در شهرستان کمین واقع شده‌است. آلتیمیش ۷۵۷ نفر جمعیت دارد.